# Пам'ятник «Тим, хто врятував світ»
51°16′50″ пн. ш. 30°12′30″ сх. д. / 51.28044° пн. ш. 30.20823° сх. д.
Пам'ятник «Тим, хто врятував світ» — пам'ятник ліквідаторам аварії на ЧАЕС, встановлений у місті Чорнобиль біля Чорнобильської пожежної частини, на виїзді з міста .
Ідея створення пам’ятника народилася у травні 1995 року, до 10-річчя катастрофи. У вересні 1995 року, після 4 місяців збирання інформації, опрацювання безлічі ескізів, затвердили робочий проєкт, згідно з яким і споруджено монумент: геральдична частина та дві скульптурні композиції. 15 квітня 1996 року скульптурну композицію встановили на майданчику. Урочисте відкриття відбулось 26 квітня 1996.
Висота пам'ятника становить вісім метрів. У центрі монумента між ліквідаторами розташована стела, на якій у верхній частині встановлено хрест, зображення землі, а в нижній частині — відома вентиляційна труба другої черги ЧАЕС. Щороку на річницю аварії на ЧАЕС до пам'ятника приходять працівники Чорнобиля, щоб вшанувати пам'ять жертв катастрофи.
На цей час перебуває в аварійному стані.